# Kecskeméti kistérség
A Kecskeméti kistérség kistérség Bács-Kiskun megyében, központja Kecskemét.

## Települései
| Település    | Lélekszám                      | Státusz                                           | Népsűrűség (fő/km2) | Terület (km2) |
| ------------ | ------------------------------ | ------------------------------------------------- | ------------------- | ------------- |
| Ágasegyháza  | 1875 fő (2024. jan. 1.) +/-    | község                                            | 35                  | 55,87         |
| Ballószög    | 4304 fő (2024. jan. 1.) +/-    | község                                            | 90                  | 35            |
| Felsőlajos   | 992 fő (2024. jan. 1.) +/-     | község                                            | 87                  | 11,41         |
| Fülöpháza    | 854 fő (2024. jan. 1.) +/-     | község                                            | 19                  | 47,06         |
| Helvécia     | 4971 fő (2024. jan. 1.) +/-    | község                                            | 74,3                | 56,47         |
| Jakabszállás | 2657 fő (2024. jan. 1.) +/-    | község                                            | 37,2                | 70,86         |
| Kecskemét    | 109 450 fő (2024. jan. 1.) +/- | megyeszékhely                                     | 343                 | 321,26        |
| Kerekegyháza | 6451 fő (2024. jan. 1.) +/-    | város                                             | 76,6                | 81,28         |
| Kunbaracs    | 665 fő (2024. jan. 1.) +/-     | község                                            | 13                  | 55,12         |
| Ladánybene   | 1698 fő (2024. jan. 1.) +/-    | község                                            | 43                  | 40,74         |
| Lajosmizse   | 11 659 fő (2024. jan. 1.) +/-  | város                                             | 67,8                | 164,66        |
| Lakitelek    | 4862 fő (2024. jan. 1.) +/-    | nagyközség                                        | 81,47               | 54,66         |
| Nyárlőrinc   | 2258 fő (2024. jan. 1.) +/-    | község                                            | 36,2                | 66,36         |
| Orgovány     | 3254 fő (2024. jan. 1.) +/-    | község                                            | 33                  | 99,19         |
| Szentkirály  | 1874 fő (2024. jan. 1.) +/-    | község                                            | 20                  | 101,89        |
| Tiszakécske  | 11 690 fő (2024. jan. 1.) +/-  | város                                             | 87,5                | 133,27        |
| Tiszaug      | 888 fő (2024. jan. 1.) +/-     | község                                            | 39                  | 25,04         |
| Városföld    | 2139 fő (2024. jan. 1.) +/-    | község                                            | 36                  | 62,87         |
| Összesen:    | 171 017                        | 1 megyeszékhely, 3 város, 1 nagyközség, 13 község | 115                 | 1483,44       |

## Fekvése
A Duna-Tisza-köze középső, Bács-Kiskun megye északkeleti részén található.

## Története
A dinamikusan fejlődő megyeszékhely – Kecskemét – sajátságosan magyar alföldi mezőváros, gazdasági és oktatási központ. Vonzáskörzetében az évszázados fejlődés eredményeképpen különleges településszerkezet, tanyás vidék jött létre. Az itt élő emberek ősei a régmúlt időben pásztorkodással, földműveléssel, a Tisza mentén halászattal foglalkoztak. A hagyományok, a szellemi és tárgyi örökség e múltból ered. Kecskemét kulturális szerepe meghatározó, jelentősége a térségen, sőt a régión is túl mutat.

## Nevezetességei
- Cifrapalota

## Külső hivatkozások
- Térkép